# Ridge Racer
Ridge Racer (リッジレーサー Rijji Rēsā?) är ett racingspel från 1993, ursprungligen skapat av Namco och släppt till arkadsystemet Namco System 22, för att 1994-1995 porteras till Playstation.

### Fotnoter
1. ↑  ”Ridge Racer (1995)”. IGN. http://cheats.ign.com/objects/004/004087.html. Läst 29 april 2014.
2. ↑  ”Ridge Racer (1995) – PlayStation”. IGN. http://psx.ign.com/objects/000/000173.html. Läst 29 april 2014.